# Frederick Foswell
Frederick Foswell, también conocido como Big Man y Patch, es un personaje ficticio que aparece en los cómics estadounidenses publicados por Marvel Comics.

## Historial de publicaciones
Frederick Foswell apareció por primera vez, como Big Man, en The Amazing Spider-Man # 10 (marzo de 1964), y fue creado por Stan Lee y Steve Ditko.
El personaje apareció posteriormente en The Amazing Spider-Man Annual # 1 (1964), Amazing Spider-Man # 23-27 (abril-agosto de 1965), # 29-34 (octubre de 1965-marzo de 1966), # 37 (junio de 1966), Amazing Spider-Man Annual # 3 (1966), Amazing Spider-Man # 42-47 (noviembre de 1966-abril de 1967), # 49-52 (junio-septiembre de 1967). The Big Man también apareció en Marvel Team-Up # 40 (diciembre de 1975) y Marvels # 2 (febrero de 1994).
El Big Man recibió una entrada en el Manual Oficial de Marvel Universe Deluxe Edition # 16, y en The Official Handbook of Marvel Universe: Spider-Man # 1 (2005).

## Biografía del personaje ficticio
Frederick Foswell nació en Queens, Nueva York. Trabajó como reportero en el Daily Bugle durante varios años, aunque la escala de tiempo variable pone en tela de juicio algunos indicios de esto: en la historia de Night Raven en Marvel Super-Heroes (Reino Unido) # 394 (febrero de 1983), Foswell se conoce como un amigo de Scoop Daly y por haber asistido al funeral de Scoop Daly. Un hombre llamado Fredrick se mostró trabajando para el Bugle en Sgt. Fury #110.
Foswell comienza a llevar una doble vida como Big Man, jefe del crimen de Nueva York y jefe de los notorios Enforcers. Frágil y diminuto en estatura, Foswell oculta su identidad al usar una máscara, un abrigo de gran tamaño y botas gigantes de plataforma cada vez que aparece como el Big Man. Aunque tiene un éxito considerable como jefe criminal, una confrontación con Spider-Man termina con la captura de sus Enforcers, y poco después la policía deduce su identidad y lo arresta.
Después de que Foswell cumple su condena, su jefe de Daily Bugle, J. Jonah Jameson, lo vuelve a contratar, un acto de confianza que de inmediato gana la gratitud de Foswell. Cuando otro señor del crimen enmascarado llamado el Maestro del Crimen surge, trabajando en connivencia con el Duende Verde, Foswell comienza de nuevo con una máscara - un parche para el ojo en la cara que utiliza como el parche alter ego. Actuando como paloma de heces, informa a la policía sobre los crímenes planeados mientras recibe primicias.
Con la esperanza de saber cómo su compañero de trabajo, Peter Parker (alter ego de Spider-Man) siempre obtiene excelentes fotos de Spider-Man, Foswell lo sigue y es testigo de una conversación (falsa) entre Parker y Spider-Man que indica que han estado conspirando para asegúrese de que Parker siempre esté presente cuando Spider-Man entre en acción. Parker y Foswell ocasionalmente trabajan juntos, con Peter señalando a Foswell como Spider-Man antes de una redada importante y luego tomando fotos para relatar las historias de Foswell.
Después de una guerra criminal, Kingpin se apodera del inframundo de Nueva York. Foswell, su ego se encoge al ver a otro hombre en su lugar, trata de restablecerse como el Big Man, pero Kingpin lo engaña, en cambio lo recluta por la fuerza como teniente. Cuando Kingpin secuestra a Jameson debido a sus editoriales sobre la nueva ola del crimen, Spider-Man intenta rescatarlo, pero Kingpin lo golpea. Kingpin intenta ahogar tanto a Jameson como a Spider-Man, pero Spider-Man usa su red para crear una burbuja de aire que los mantiene vivos a ambos. El intento de asesinato de Jameson vuelve a Foswell contra Kingpin, quien, al sentir esto, intenta matarlo. Sin embargo, Spider-Man entra y lo detiene. Mientras Kingpin y Spider-Man luchan, Foswell corre hacia el sótano del edificio de Kingpin para tratar de ayudar a Jameson. Cuando encuentra a Jameson, Foswell lo protege de los matones que intentan matarlo, y recibe una bala destinada a él. El Kingpin escapa y Foswell muere por la herida de bala. Jameson lo conmemora como un héroe en el Daily Bugle.
Se reveló que Frederick Foswell tenía una hija llamada Janice. Adoptando el manto de Big Man, Janice se une con un nuevo Maestro del Crimen, Hombre de Arena y los Enforcers para vengarse de Spider-Man, luchando contra él, la Antorcha Humana y los Hijos del Tigre. Sin embargo, cuando Janice y Maestro del Crimen entran en una discusión sobre quién está a cargo, Janice recibe un disparo de su antiguo compañero, que posteriormente se revela que es Nick Lewis Jr., el hijo del Maestro del Crimen original e, irónicamente, su prometido. Muchos años después, su prodigio más joven, Frederick Jr., también intentaría vengar la muerte de su padre y su hermana en Spider-Man, solo para ser derrotado por él y J. Jonah Jameson, quien sintió remordimiento por su propio papel al liderar a Frederick Jr a su camino de venganza.
Durante la historia de Dead No More: The Clone Conspiracy, el alias Big Man de Frederick Foswell es clonado por Miles Warren y su compañía New U Technologies.

## Otras versiones

### Ultimate Marvel
La versión Ultimate Marvel del nombre de Fredrick Foswell se ve en un byline Daily Bugle en una historia publicada sobre la muerte de Spider-Man.

## En otros medios

### Televisión
- Frederick Foswell apareció en la serie de televisión de 1967. En el episodio "King Pinned", Peter Parker se entera de que Foswell, uno de los reporteros mejor calificados del Daily Bugle, es en realidad un empleado de Kingpin. Foswell informa a Kingpin que J. Jonah Jameson es consciente de su participación en el proyecto de falsificación de drogas. Confirma que una bomba explotará cuando las prensas comiencen a rodar esta noche. Peter se da cuenta de que May Parker es víctima de esta estafa y decide ayudar a exponerla.
- Frederick Foswell es un personaje secundario de la serie animada The Spectacular Spider-Man, con la voz de James Arnold Taylor. Los episodios "Market Forces" y "The Invisible Hand" muestran a Foswell trabajando como reportero en el Daily Bugle. Hace doce años, ganó un Pulitzer por escribir una exposición sobre las actividades criminales de Silvermane y puso al señor del crimen tras las rejas. En la oficina, Peter Parker le pregunta sobre el Big Man. Foswell cita rumores de que L. Thompson Lincoln era el Big Man, aunque Foswell admite que su investigación lo ha llevado a creer que Lincoln no es el Big Man. El personaje de Patch de Foswell aparece en el episodio "Refuerzo". Más tarde usa su alias Patch nuevamente en el episodio "Cómplices" para obtener información sobre una subasta entre las facciones de Big Man, Doctor Octopus, Silvermane y Roderick Kingsley. Bugs a Donald Menken (el subastador) y, combinado con las fotos del evento de Peter, convencen a J. Jonah Jameson de que cuente una historia sobre la guerra de pandillas. Foswell es más tarde encubierto como Patch en el episodio "Gangland" durante la Cumbre del Día de San Valentín, y escribe un artículo exponiendo a Tombstone como el Big Man.

### Película
Un marketing viral para The Amazing Spider-Man 2 muestra un artículo de Daily Bugle que menciona los crecientes rumores de un 'Big Man' que está tratando de consolidar el crimen organizado en Manhattan. El artículo está escrito por el mismo Foswell. En un artículo posterior, Foswell reveló que 'The Big Man' está en una guerra de pandillas con la mafia rusa, de la cual Aleksei Sytsevich forma parte. En otro artículo, esta vez publicado por Ned Leeds, Se informa que la identidad de Foswell ahora está expuesta y que Foswell ha sido arrestado por sus crímenes como 'The Big Man'. Foswell apareció en un artículo final, nuevamente escrito por Leeds. Según el artículo, Foswell fue asesinado en la penitenciaría de la isla Rykers y su cuerpo fue encontrado en un armario de almacenamiento. El artículo continúa mencionando que se desconocen los detalles sobre cómo fue asesinado y la identidad del asesino.